# Shvetsov M-71
Shvetsov M-71 é um motor radial a gasolina, que foi produzido na União soviética em pequena escala durante a segunda guerra mundial
Este era uma modificação com base na licença do motor americano Wright R-1820 Cyclone.

## Bibiografia
- Kotelnikov, Vladimir (2005). Russian Piston Aero Engines. Ramsbury, Marlborough: Crowood Press. ISBN 1-86126-702-9